# Alqueria de Calatrava
L'Alqueria de Calatrava o Torre de Calatrava, és una antiga alqueria situada a una zona plana al costat del Riu Anna (també anomenat Sec i Veo), a l'est de Borriana, Plana Baixa, a la zona existent entre el riu i la carretera al Grau de la població, al costat del molí de Monsonís.
Catalogada de manera genèrica, per ser una construcció de caràcter militar/defensiu d'època musulmana, com Bé d'interès cultural, presenta anotació ministerial, amb nombre d'anotació 17685, i codi de la Generalitat Valenciana, 12.06.032-015.

## Història
La població de Borriana té el seu origen en una ciutat emmurallada al voltant del segle ix, tenint com a documentació més antiga sobre la seva existència, la referència a ella que fa el geògraf musulmà Ar-Razí a la primera meitat del segle x.
A l'origen i per les seves característiques naturals, l'enclavament de Borriana era eminentment agrícola (beneficiant-se d'una rica plana) i comercial (aprofitant trobar-se situada enmig d'un antic eix comercial romà i a la frontera del nord cristià i el sud musulmà).
La població emmurallada era de forma ovalada i de reduïdes dimensions. I es defensava, a més de amb les seues muralles, gràcies a l'existència d'un sistema de vigilància i defensa organitzat en una sèrie de torres talaies (40 segons Rafael Martí de Viciana, historiador borrianenc). Actualment es conserven algunes d'aquestes torres. Existien també dos baluards dels quals es conserva en l'actualitat una bona part; posseïa tres o quatre portes que han desaparegut totalment.
Aquesta necessitat de defensa és el que explica que part de les alqueries, una miqueta allunyades del nucli protegit per les muralles, requerissen una certa fortificació i defensa, d'aquí la considerable quantitat d'alqueries fortificades que es poden trobar al llarg de la geografia de la província de Castelló. D'entre aquestes alqueries fortificades, a Borriana destaca la coneguda com a torre Calatrava, que se la va anomenar així perquè va ser donada pel rei Jaume a l'ordre de Calatrava en la persona de fra Àlvaro Fernàndez, Comendador d'Alcanyís i representant de l'ordre de Calatrava.
El 1391 l'alqueria va ser cedida per l'ordre, al matrimoni format per Anares Castellan i la seva dona Sancha Giménez de Lumbiere; pels molts serveis que havien realitzat a l'ordre; i a poc a poc va perdre la seva esplendor, fins que l'any 1973 es va procedir a la seva restauració.
Actualment segueix sent de propietat privada.
És la torre defensiva més antiga de tot el terme de Borriana, i una de les millor conservades fins als nostres dies.

## Descripció
Es tracta d'un complex d'edificis i terrenys cultivables, que constitueixen una parcel·la de al voltant de 10.000 metres quadrats. Entre els edificis que cal destacar l'immoble principal, que està constituït per l'antiga alqueria, construïda en forma de L, en la qual es pot observar la torre defensiva exempta en una de les cantonades.
La torre presenta planta quadrada (de 3.85 metres de costat) de gairebé 17 metres d'altura, i quatre nivells. Als dos primers s'accedeix per una escala de fàbrica de paredat amb falsa volta com a coberta, mentre que la comunicació amb les plantes superiors es fa amb una escala de mà.
El sistema constructiu és senzill, estant compost per maçoneria, maó i carreu.
L'edifici principal presenta planta baixa i pis superior, al que s'accedeix mitjançant una escala interior. La planta baixa està destinada fonamentalment a serveis, com a rebedor, cuina, menjador, saló de recepcions, dependències annexes a la cuina i un porxo cobert a un dels laterals de la construcció. Mentre, la planta superior està destinada a dormitoris i cambres de bany. Existeixen altres construccions annexes amb aspecte més de nau (amb la seua típica coberta a dues aigües), que són destinades a diverses activitats com a magatzems, garatges, dipòsit d'aigua…, que faciliten la vida a l'alqueria.
La parcel·la compta amb uns amplis accessos, zona enjardinada i d'esplai i hort de tarongers i altres arbres fruiters. En l'actualitat la zona en la qual se situa està pràcticament al costat del nucli poblacional de Borriana, a 2,5 km de la platja i a menys de 60 km de València. Es tracta d'una zona totalment consolidada amb tota mena de serveis, una àrea purament residencial i molt tranquil·la.
Fa poc als voltants es va descobrir, en iniciar una sèrie d'excavacions abans de la construcció d'un supermercat, l'existència d'un antic cementiri musulmà.